# (20094) 1994 PS26
A (20094) 1994 PS26 a Naprendszer kisbolygóövében található aszteroida. Eric Walter Elst fedezte fel 1994. augusztus 12-én.